# Francis North (4e comte de Guilford)
Francis North, 4e comte de Guilford (25 décembre 1761 - 11 janvier 1817), titré l'honorable Francis North jusqu'en 1802, est un pair britannique, un officier de l'armée et un dramaturge.

## Biographie
Il est le deuxième fils de Frederick North, deuxième comte de Guilford. Le 8 juillet 1777, il est nommé enseigne du 58e Régiment de fantassins (Rutlandshire). Le 27 janvier 1778, il est cornette dans les Royal Scots Greys et en décembre 1778 ou mai 1779 il été promu lieutenant dans le 2nd Dragoon Guards. Le 29 avril 1780, il devient capitaine du 96e régiment d'infanterie.
Le 30 décembre 1780, le capitaine North est nommé aide de camp extraordinaire de Frederick Howard, 5e comte de Carlisle, nouveau Lord lieutenant d'Irlande, poste qu'il occupe pendant toute la durée de son mandat. Le 9 avril 1781, il passe au 49e régiment d'infanterie. Le 22 avril 1783, il est promu major dans le 83e régiment d'infanterie, lequel est toutefois dissous l'année suivante.
North est aussi un dramaturge et son drame, The Kentish Baron, est produit au Theatre Royal Haymarket en 1791 et est considéré comme un succès. Le 9 septembre 1794, il est promu lieutenant-colonel. Il est nommé lieutenant du Château de Douvres en 1795 et capitaine du Château de Deal en 1799, succédant à son frère aîné George North (3e comte de Guilford) en 1802. Le 5 mai 1803, il est nommé lieutenant-adjoint du Kent.
Il épouse Maria Boycott le 19 juillet 1810, mais n'a pas d'enfants. À sa mort en 1817 à Pise, son frère Frederick North (5e comte de Guilford), lui succède comme comte.